# Museo Lozza
El Museo de Arte Contemporáneo Raúl Lozza, ubicado en la ciudad de Alberti, Provincia de Buenos Aires - Argentina, fue inaugurado el 27 de octubre de 2003 y su primera colección fue donada por el artista plástico Raúl Lozza, creador, junto a un grupo de reconocidos artistas nacionales, de la Asociación Arte Concreto-Invención y, posteriormente, del Perceptismo.
Al momento, el Museo cuenta con salas de exposición para uso permanente y temporario, auditorio, tienda y espacios de servicios.
Las actividades que desarrolla están dirigidas al público en general, desarrollándose conjuntamente con otras más específicas dirigidas a niños y jóvenes y a público con capacidades diferentes.
En su programación anual se contempla la realización de muestras individuales y colectivas de carácter temporario, dictado de cursos y conferencias, talleres, concursos en distintas ramas artísticas, ciclos de cine y encuentros musicales.
Durante el transcurso del ciclo lectivo se realizan visitas participativas de alumnos con actividades de taller y juegos donde los niños y jóvenes interactúan con las obras expuestas realizando sus propias creaciones.
Para el armado del cronograma anual de muestras se considera un balance equilibrado de artistas locales, regionales y nacionales. Del mismo modo se evalúan las distintas disciplinas artísticas alternando muestras de pintura, fotografía, escultura, instalaciones, etc.
El carácter abierto y participativo del Museo permite realizar además eventos de diversa índole que sean de interés para la comunidad.

## La colección
El Museo posee una importante colección compuesta por treinta y cinco obras de arte concreto del artista Raúl Lozza destacándose entre ellas algunos ejemplos de pinturas con marco recortado (shaped canvas). 
Del mismo autor se encuentran expuestas láminas y estructuras de carácter didáctico que permiten al visitante comprender la génesis de sus obras, lo que hace más atractiva aún la visita.
En el acceso se halla expuesta una de sus obras tal como fue concebida, ya que las pinturas perceptistas están hechas para la pared y no para ser enmarcadas.
La colección propia continúa acrecentándose con la incorporación de nuevas obras por legados, donaciones y concursos.
Más información puede hallarse en la página del museo: 

## La asociación cultural
El museo pertenece a una asociación sin fines de lucro que recauda fondos para su mantenimiento y no posee financiación oficial.
La Asociación Cultural Raúl Lozza se conformó el 7 de octubre de 2002 con el objetivo de difundir los valores del arte contemporáneo, promover la actividad artística en la población, introducir a los jóvenes en la apreciación de la obra artística, promover la discusión acerca del arte y difundir la obra de artistas locales, regionales y nacionales.
Su principal objetivo fue la concreción de un Museo de Arte Contemporáneo que albergara las obras donadas por el artista Raúl Lozza al pueblo de Alberti, continuando con la formación de una colección propia de obras de arte, la organización de exposiciones temporarias, cursos y talleres, conferencias y todo tipo de actividades en cumplimiento de los objetivos planteados.
Para llevar adelante sus objetivos la Asociación invierte una importante cantidad de su tiempo en recaudar fondos de particulares y empresas que apoyan el desarrollo cultural del país. También gestiona aportes eventuales del ámbito estatal ya que no posee subsidios de carácter permanente.
Los directivos del Museo realizan sus tareas "ad honorem", sin compensaciones ni viáticos. y no posee al momento personal rentado ya que su presupuesto no lo permite.
- Datos: Q6033484